# Parque Quase-Nacional Kurikoma
O Parque Quase-Nacional Kurikoma é um parque quase-nacional localizado nas prefeituras japonesas de Iwate, Miyagi, Akita e Yamagata. Estabelecido em 22 de julho de 1968, tem uma área de 77 122 hectares.